# بورصة الجزائر
بورصة الجزائر، هي سوق للأوراق المالية تأسست في سنة 1997 ومتمركزة في الجزائر العاصمة في الجزائر، هذه البورصة مسؤولة عن إدارة وأمن وتعزيز السوق الجزائرية وسنداتها الضمانية. المساهمين هم الشركات الموجودة في البورصة، مؤشر البورصة.